# 60 Dywizjon Artylerii Ciężkiej
60 dywizjon artylerii ciężkiej (60 dac) – oddział artylerii ciężkiej Wojska Polskiego II RP.
Dywizjon nie występował w pokojowej organizacji wojska. Został zmobilizowany sierpniu 1939 przez 10 pułk artylerii ciężkiej z Przemyśla.

## 60 dac w kampanii wrześniowej

### Mobilizacja
60 dywizjon artylerii ciężkiej zmobilizowany został w ramach mobilizacji alarmowej w grupie żółtej, w dniach 27-29 sierpnia, w czasie od A+54 do A+66 w 10 pułku artylerii ciężkiej jako dywizjon typu I dyspozycyjny. Etatowe uzbrojenie stanowiło 12 haubic 155 mm wz.17. Zmobilizowani rezerwiści stawili się w ciągu 24 godzin od rozpoczęcia mobilizacji alarmowej, konie nadesłano z Komisji Poboru Koni dopiero 29 sierpnia w godzinach rannych. Konie, uprząż i wozy konne były w fatalnym stanie, wymagały podkucia, przeróbek, reperacji i wymiany. Ostatecznie 60 dac osiągnął gotowość marszową z 12 godzinnym opóźnieniem. Baterie były mobilizowane w pobliskich wsiach dowództwo w koszarach 10 pac. Baterie 1 i 2 zostały skierowane fałszywym rozkazem, do stacji załadowczej w Żurawicy 31 sierpnia. Faktycznie załadunek do transportów kolejowych w Żurawicy rozpoczął się 3 września rano. Po mobilizacji jego pododdziały, podczas przewozów transportami kolejowymi do miejsc przeznaczenia, zostały zmuszone do wyładowania się w innych rejonach niż przewidywane.

### Działania bojowe
3 września rano rozpoczęto załadunek 60 dac do transportów kolejowych na stacji w Żurawicy, które po załadunku natychmiast odjeżdżały w kierunku zachodnim. Dowództwo 60 dac wraz z taborami załadowało się na stacji kolejowej Bakończyce. Ten transport odjechał on jako ostatni. Zgodnie z planem obronnym 60 dac miał wejść w skład Armii „Kraków” i postanowiono skierować go do Wieliczki. 1 bateria 60 dac pojechała w tym kierunku. Ze względu na powolność jazdy transportów kolejowych oraz zablokowanie zniszczeniami torów, transport z 2 baterią został wyładowany w godzinach wieczornych 4 września w Tarnowie. Następnie skierowano 2 baterię na linię Dunajca. Tam dołączyła do koncentrującej się w pobliżu Tarnowa 24 Dywizji Piechoty. Przed świtem 5 września w Tarnowie nastąpił wyładunek 3 baterii 60 dac. Bateria otrzymała rozkaz przemarszu do wsi Rzuchowa. O godz. 5.30 dotarł do Tarnowa transport wiozący dowództwo 60 dac oraz tabory dywizjonu. Po wyładowaniu mjr Stanisław Rogóż, podporządkował się dowództwu 24 DP wchodzącej w skład Armii „Karpaty”, jednocześnie został poinformowany, że 1/60 dac odjechała do składu Armii „Kraków”. Od rana obie baterie 60 dac zajęły stanowiska ogniowe w dolnym biegu Dunajca i ujściu jego do Wisły. Na lewym skrzydle 24 DP, jako wsparcie 38 pułku piechoty. Rano 6 września na przedpolu obrony 38 pp, zaobserwowano niemiecką kolumnę pancerno-motorową, przemieszczającą się zachodnim brzegiem Dunajca w kierunku północnym. Skuteczny ostrzał 2 i 3 baterii haubic 60 dac spowodował straty w kolumnie marszowej niemieckiej 4 Dywizji Lekkiej i zahamował marsz tej kolumny. Na stanowiska obronne batalionu II/38 pp nastąpiło natarcie niemieckiej piechoty, odparte przez strzelców lwowskich. O godz. 16.00 przy silnym wsparciu artylerii niemieckiej ponowne natarcie wykonała niemiecka piechota, również powstrzymane przez II batalion i wspierający go 60 dac. Nocą 6/7 września 24 DP podjęła odwrót z linii Dunajca. 60 dac wycofał się poprzez Tarnów, Machową i Pilzno w kolumnie marszowej z 38 pp. W godzinach południowych ze względu na zatłoczenie dróg, 60 dac samodzielne osiągnął Pilzno i przeprawił się przez Wisłokę. 8 września rano 60 dac w rejonie Głobikówki przygotował się do rozwinięcia stanowisk ogniowych, jednak ze względu na odejście 24 DP na kolejną rubież obrony, podjął dalszy odwrót. Dywizjon maszerował poprzez Wielopole Skrzyńskie, Wysoką Strzyżowską, do wsi Węglówka, którą osiągnął ok. północy. Z uwagi na zatłoczenie dróg za wsią dywizjon stał do świtu 9 września. Dywizjon podjął marsz przez Domaradz do rejonu Barycza. W trakcie marszu dywizjon był atakowany przez niemieckie lotnictwo, nie poniósł jednak większych strat. Doszło jednak do podziału 60 dac. Maszerująca na czele kolumny 60 dac, 3 bateria za Węglówką została oddzielona od dywizjonu i maszerowała w składzie 11 Karpackiej Dywizji Piechoty, wyszła z podporządkowania dowódcy 60 dac. 9 września 60 dac bez 1 i 3 baterii wypoczywał. Mjr Stanisław Rogóż otrzymał rozkaz od dowódcy Artylerii Dywizyjnej 24 DP, objęcia dowództwa nad 24 dywizjonem artylerii ciężkiej, którego dowódca kpt. Franciszek Filejski zaginął w marszu do Domaradza.
W nocy 9/10 września dywizjon pomaszerował do linii rzeki San, przez którą przeprawił się rano 10 września. Bateria 2/60 dac zajęła stanowiska ogniowe na wschodnim brzegu Sanu. W rejonie Barycza do oddziałów 24 DP chwilowo dołączyła bateria 3/60 dac. 10 września ok. godz. 10.00 oddziały niemieckiej 2 Dywizji Górskiej sforsowały San w okolicy Jabłonicy Ruskiej. Wsparcia ogniowego walczącym z niemieckimi strzelcami górskimi, kompaniom III batalionu 1 pułku strzelców podhalańskich udzieliła 2 bateria 60 dac. Wieczorem 2 bateria rozpoczęła odwrót w rejon Birczy. 60 dac (bez 1 i 3 baterii) i 24 dac pod wspólnym dowództwem mjr Stanisława Rogóża, utworzyły „zbiorczy dywizjon artylerii ciężkiej mjr. Rogóża”. 11 września 2/60 dac zajęła stanowiska ogniowe w rejonie Łodzianki Górnej, przy szosie do Przemyśla. Rano 12 września stanowiska ogniowe baterii zostały ostrzelane przez artylerię niemieckiej 2 DG. Natarcie niemieckich strzelców górskich zdobyło wzg. 482 i Łodziankę Górną, dalsze natarcie niemieckie zostało zatrzymane dzięki skutecznemu ostrzałowi artylerii, w tym 2 baterii. Pomimo ostrzału niemieckiej artylerii, bateria 2/60 dac wsparła kontratak batalionu III/1 pspodh., który odbił Łodziankę Górną. Nocą 12/13 września dywizjon mjr. Rogóża wycofał się do rejonu Niżankowic, który osiągnął o świcie. 60 dac (bez 1 i 3 baterii) stanął na postój we wsi Zabłotce. Skąd wyruszył nocą 13/14 września przez Hermanowice, Drozdowice, Stroniowice, Boratycze, do lasów na zachód od Husakowa. Dowództwo 60 dac wraz z kolumną amunicyjną i plutonem taborowym przemieściły się do lasu Tyszkowice, a 2 bateria zajęła stanowiska ogniowe w lesie Liskowiec, wysuwając jeden działon na skraj lasu, w gotowości do strzelania na wprost. Przed południem 14 września w rejon 2 baterii i dowództwa dywizjonu pojawia się niemiecka piechota. 2/60 dac ostrzelał niemieckie natarcie z haubic, dowództwo dywizjonu zorganizowało i poprowadziło natarcie na niemiecką piechotę w lesie Liskowiec. W czasie walki poległ ppor. Czesław Bardecki. Na stanowiska 2 baterii położyła ogień artyleria niemiecka, w jej wyniku poległo i zostało rannych kilku artylerzystów. Wśród rannych był kpt. Stanisław Uznański, który przebywał na punkcie obserwacyjnym, utracono jedną haubicę. Dowództwo baterii objął ppor. Ludwik Witkowski. 2 bateria wycofała się po południu ze stanowisk ogniowych. W tym czasie dowództwo 60 dac zostało ostrzelane przez niemiecką artylerię w dworze Tyszkowce, skąd przemieszczono się do wsi Chodnowice i dalej do płonącego Husakowa. Z rejonu Husakowa podjęto nocą 14/15 września marsz przez Złotkowice, Myślatycze, Pakość, folwark Krysowice, Strzelczyska, Radenice, do lasu na południe od Czyżowic. Osiągnięto, to miejsce o świcie 15 września. Gdy w nowym miejscu nie napotkano własnej piechoty, którą 60 dac miał wspierać, rozkazem szefa sztabu 24 DP podjęto przed południem dalszy marsz. Prowadził on poprzez Czyżowice, Lipniki, gdzie 2 baterię zaskoczyło lotnictwo niemieckie, w wyniku bombardowania, bateria została rozbita. Ranny został dowódca I plutonu, wybite zostały wszystkie konie, część obsług rozpierzchła się. Pozostałe haubice zostały uszkodzone podczas nalotu. Z większością zebranych żołnierzy 2/60 dac, ppor. Ludwik Witkowski dołączył do dowództwa dywizjonu. Druga grupka z 4 wozami konnymi pod dowództwem ppor. rez. Sokołowskiego, podjęła marsz do Lasów Janowskich, gdzie 17 września niemiecka artyleria rozbiła wozy, a jej żołnierzy rozproszyła. Resztki dywizjonu dotarły do Hołoska Wielkiego, gdzie po nieudanych próbach przedarcia się do Lwowa, rozwiązano ostatecznie pozostałość 60 dac. Część żołnierzy usiłowała się przedostać do Lwowa, lecz większość dostała się do niewoli niemieckiej lub sowieckiej.

#### Działania bojowe 3 baterii 60 dac
12 września rano 3 bateria prowadziła marsz w ugrupowaniu 11 Karpackiej DP w kierunku Birczy. Po przekroczeniu Sanu pod wsią Iskań, bateria otrzymała rozkaz marszu do Przemyśla. W południe 3/60 dac dotarła do Babic, gdzie zajęła stanowiska ogniowe. Po południu bateria ostrzelała podchodzące i jadące z kierunku Barycza oddziały niemieckiej 7 DP, które osiągnęły między innymi Dubiecko. Nocą 12/13 września 3/60 dac wycofała się do rejonu Krzywczy, gdzie dotarła o świcie. Po wybudowaniu i zajęciu stanowisk ogniowych, podporządkowana została grupie artylerii ogólnego działania pod dowództwem płk. Władysława Gruińskiego dowódcy AD 11 KDP. W południe bateria ostrzelała niemiecką kolumnę zmotoryzowaną z 7 DP na szosie Babice-Krzywcza rozpraszając ją. O godz. 14.00 wraz z innymi jednostkami artylerii powstrzymała natarcie niemieckiej piechoty. Ponowione o godz. 16.00 przez stronę niemiecką natarcie, również zostało załamane przez ostrzał artylerii, w tym 3 baterii 60 dac. Po zmierzchu bateria zwinęła swoje stanowiska ogniowe i wraz z 53 pułkiem piechoty podjęła marsz do Przemyśla, który osiągnęła o północy. Rano 14 września 3/60 dac wyruszyła w kierunku Medyki. W trakcie marszu bateria uzupełniła zapas amunicji z pociągu stojącego na stacji w Szechynie. W trakcie marszu bateria była atakowana przez lotnictwo niemieckie, utraciła wiele koni, lecz innych start uniknęła. Z Medyki bateria pomaszerowała do Mościsk, gdzie po krótkim postoju podjęła nocą 14/15 września dalszy marsz szosą z Mościska do Sądowej Wiszni. Bateria maszerowała w kolumnie wraz z 48 pułkiem piechoty i 49 pułkiem piechoty. 15 września bateria została prawdopodobnie włączona w skład 11 dywizjonu artylerii ciężkiej. Wieczorem podjęła wraz z nim marsz poprzez Mużyłowice Narodowe, Berdychów, Mołoszkowice i Stenie. Z uwagi na piaszczyste i zatłoczone drogi, bateria rozczłonkowała się w marszu. W trakcie nocnego natarcia piechoty 11 KDP, bateria nie udzieliła wsparcia piechocie ze względu na porwanie linii telefonicznych przez maszerujące własne oddziały. 16 września po południu bateria osiągnęła zachodni skraj lasów Janowskich. W rejonie Stenie, Kaczmary bateria zajęła stanowiska ogniowe. Utworzyła z baterią 2/11 dac grupę artylerii ogólnego działania, której zadaniem było wsparcie całego odcinka obrony 11 KDP oraz prowadzenie dalekiego ostrzału drogi Jawornik-Szkło. 17 września po południu 3/60 dac wyruszyła w marsz do Lelechówki, dotarła do niej o świcie 18 września. Następnie podjęła marsz na południe w kierunku Janowa. W trakcie tego marszu została z zasadzki ostrzelana przez niemiecką broń maszynową z jednego z domów, w wyniku tego ostrzału poniosła straty, wśród ostrzelanych znalazł się śmiertelnie ranny dowódca kpt. Ludwik Skorski. Wkrótce bateria straciła swoje haubice, a ppor. rez. Jan Łukaszuk z grupą kanonierów dostał się do niemieckiej niewoli. Resztki baterii bez dział, spieszone wzięły udział w walkach w rejonie Hołoska Wielkiego, próbując przedrzeć się do Lwowa.

#### Działania bojowe 1 baterii 60 dac
3 września 1 bateria 60 dac w Dębicy była atakowana przez niemieckie lotnictwo, w wyniku czego zostało rannych kilka koni. 4 września transport z baterią dotarł do stacji kolejowej Kłaj, po całodziennym oczekiwaniu na rozkazy transport cofnięto nocą 4/5 września, celem dołączenia do macierzystego dywizjonu. 6 września transport dotarł do Mościsk koło Tarnowa, gdzie nastąpił wyładunek. Po zmianie rozkazu bateria ponownie załadowała się do transportu kolejowego. Po południu przejechano przez bombardowany Tarnów w kierunku Rzeszowa. Po dotarciu do zatoru kolejowego, niedaleko za Tarnowem ponownie rozładowano 1 baterię. 7 września podjęto marsz do Dębicy. Po nie uzyskaniu informacji o macierzystym dywizjonie, 1 bateria podjęła marsz na Rzeszów. 8 września 1 bateria przemaszerowała przez Rzeszów i zatrzymała się na postój, na wschód od miasta we wsi Krasne. O godz. 16.00 bateria 1/60 dac podporządkowała się dowódcy 24 pułku ułanów 10 Brygady Kawalerii. Zgodnie z rozkazem płk. dypl. Kazimierza Dworaka, bateria zajęła stanowiska ogniowe w pobliżu Szkoły Mleczarskiej na zachód od Staromieścia. Wkrótce wsparła obronę 1 szwadronu, opartą na wzg. 218 i 244 oraz budynki garbarni i cegielni. Ostrzał 1 baterii powstrzymał natarcie czołgów i samochodów pancernych wspartych motocyklistami ze składu niemieckiej 4 DLek., zadając im straty. O godz. 16.30 bateria wsparła 3 szwadron broniący się pod Zwięczycą, przed natarciem pododdziałów piechoty. Następne niemieckie natarcie o godz. 18.00 na 3/24 puł. niemieckiej piechoty i 8 czołgów, pomimo wsparcia baterii odniosło powodzenie. Wieczorem bateria 1/60 dac wycofała się z Rzeszowa. 9 września 1 bateria dotarła do Łańcuta i podporządkowała się 10 pułkowi strzelców konnych broniącego Łańcuta. W trakcie walk o Łańcut 1 bateria udzieliła wsparcia strzelcom konnym, w obronie swojego miasta garnizonowego. W trakcie walk został ostrzelany punkt obserwacyjny przez artylerię niemiecką, na którym ranny został podchorąży i utracono trzy konie. Nocą 9/10 września zgodnie z otrzymanym rozkazem 1 bateria wykonała marsz przez Przeworsk do Jarosławia. 10 września rano bateria przemaszerowała przez Jarosław i zajęła stanowiska poza miastem. Po przekroczeniu Sanu w rejonie m. Koniaczów, zajęła stanowiska ogniowe, z których prawdopodobnie wspierała ogniem broniące przedmościa oddziały Grupy „Jarosław” ppłk. Jana Wójcika, wieczorem zmieniała stanowiska ogniowe. 11 września rano, przy silnym wsparciu artylerii niemieckiej oddziały 2 Dywizji Pancernej podjęły próbę forsowania Sanu. Skuteczny ostrzał polskiej artylerii, w tym baterii 1/60 dac uniemożliwił niemieckim pododdziałom utworzenie przyczółków na wschodnim brzegu Sanu. O godz. 11.00 przy wsparciu artyleryjskim 2 DPanc. ponowiła natarcie na całym odcinku atakiem frontalnym. Doszło do ciężkich walk z oddziałami grupy. Oddziały niemieckie przedarły się na wschodni brzeg Sanu, wdarły się w linie obrony piechoty i zagroziły stanowiskom ogniowym artylerii. Na rozkaz ppłk. Jana Wójcika baterie artylerii, w tym i 1/60 dac po godz. 15.00 wycofały się spod Koniaczowa do Radawy. W trakcie walk w okolicach Jarosławia bateria poniosła straty, nieustalone do chwili obecnej. 12 września z nieznanych przyczyn 1 bateria znalazła się w okolicach Lubaczowa, w tym rejonie stacjonując w lasach, usiłowała nawiązać kontakt z innymi oddziałami WP. Przez dwa dni bateria krążyła po okolicznych lasach. 14 września w rejonie wsi Zalesie, po stwierdzeniu, że niedaleko pojawił się niemiecki oddział pancerny, ze względu na wyczerpanie koni, na piaszczystych drogach leśnych i brak możliwości szybkiego odwrotu, rozkazem dowódcy baterii zniszczono i uszkodzono haubice i inny sprzęt. Po czym kpt. Zygmunt Łyzicki prawdopodobnie popełnił samobójstwo. Żołnierze baterii w większości wkrótce dostali się do niemieckiej niewoli.

## Struktura organizacyjna i obsada personalna
dowództwo
- dowódca dywizjonu - mjr art. Stanisław II Rogóż
- adiutant dywizjonu - por. rez. Bronisław Gwóźdź
- oficer zwiadowczy - ppor. Czesław Bardecki (+14 IX 1939)
- oficer obserwacyjny - ppor. rez. Jan Madej
- oficer łączności - por. Antoni Ilkiewicz
- dowódca kolumny amunicyjnej - ppor. rez. Antoni Mołodecki
- dowódca 1 baterii – kpt. art. Zygmunt Łyzicki
  - oficer zwiadowczy - ppor. Mieczysław Widort
  - oficer ogniowy - NN
- dowódca 2 baterii – kpt. art. Ignacy Stanisław Uznański (do 14 IX 1939), ppor. Ludwik Bonifacy Witkowski
  - oficer zwiadowczy- ogn. pchor. rez. Edward Zajda
  - oficer ogniowy - ppor. Ludwik Bonifacy Witkowski
- dowódca 3 baterii – kpt. Ludwik Skorski (do 18 IX 1939)
  - oficer zwiadowczy - ppor. Mieczysław Jaxa-Rożen
  - oficer ogniowy - ppor. rez. Jan Łukaszczuk